# 亞利加帝國
亞利加帝國（英語：Aerican Empire），簡稱亞利加（Aerica），是一個於1987年5月8日成立的私人国家和網絡國家。

## 概述
亞利加帝國是一個完全無主權領土的私人国家，而且世界上從沒有一個國家承認其存在。其名稱乃取自美利堅帝國。於2000年，《紐約時報》將之稱為「一個富想像力的私人国家」。 
此國居民聲稱擁有世界上多個國家中的領土，其中包括澳大利亞一平方公里面積領土、加拿大蒙特利尔中的一間屋子、地球上數塊領土，甚至火星上的一塊殖民地、 冥王星北半球、以及一個名为“韦登”（英語：Verden）的虛構星球。
與大多數私人国家一樣，此國的居民數量經常大幅起落。於2009年5月，此國聲稱擁有逾400居民。

## 歷史
亞利加於1987年5月8日由蒙特利尔居民埃里克·利斯成立。在其首十年歷史中，亞利加基本上是一個虛構國家，聲稱擁有多個星球，並向其他私人国家宣戰。當互聯網開始發展時，亞利加居民開始接觸到其他私人国家，並意識到他們不可以再繼續以虛構元素作國家主體。因此，他們便慢慢將此國由一個興趣組織轉變成一個政治組織。於1997年，此國終於擁有自己的網站。
於2000年，《紐約時報》的報導間接為此國做了宣傳工作。一個月後，此國的居民數量急速上升至500人。其人口之後逐漸下降，並跌至200人。

## 現況
利斯指出此國存在的目的為「作為社會由帝王制演變成民主制的橋梁」。此國聲稱其國家制度為議會制，即在皇帝利斯的監察下，透過選舉產生機構和辦事處。
此國於2009年11月開始製造自己的貨幣。於2012年，居民們鑄造了一個紀念幣，紀念國家成立25年。此國沒有印製護照，但有可下載的護照和身份證。首張發行的護照於2007年在東京宮私人國家藝術展中展出。
此國居民的活動含有大量幽默、科幻與幻想成份，並多與星球大戰系列、银河系漫游指南系列等相關。此國每年都會舉辦一個故事創作比賽，以及角色扮演和戰爭遊戲慶日。此國亦擁有自己的宗教——思林教（Silinism），並把「偉大企鵝」敬為神明。此國擁有自己的假日，其中包括1月2日的「拖到最後一刻節」、2月27日的「*唉呀*日」、3月19日的「那一天是什麼鬼東西日」和10月26日的「都賓搖擺金門，一年內最俏皮的日子」。

## 外部連結
- The Aerican Empire （页面存档备份，存于）